# Psalms of Extinction
Psalms of Extinction es un disco de la banda sueca de metal industrial Pain. Fue lanzado en el año 2007 bajo el sello de Roadrunner Records.Fue lanzado para los países nórdicos en abril 18. Producido, mezclado e interpretado por Peter Tägtgren. Masterizado por Thomas Eberger and Peter Tägtgren en los estudios Cutting Room, en Suecia.

## Contenido
1. Save Your Prayers (03:43) (Bajo por Peter Iwers de In Flames)
2. Nailed to the Ground (04:11) (Bajo por Peter Iwers)
3. Zombie Slam (03:32) (Batería por Mikkey Dee, de Motörhead)
4. Psalms of Extinction (04:09)
5. Clouds of Ecstasy (03:16)
6. Play Dead (Björk cover) (04:03)
7. Does It Really Matter? (04:06)
8. Computer God (03:25)
9. Just Think Again (06:15) (Solo de Guitarra por Alexi Laiho, de Children of Bodom)
10. Walking On Glass (03:51)
11. Bottle's Nest (03:36)
12. Bitch (03:47)
13. Behind the Wheel (4:10) (Bonus Track en Japón y Rusia)
14. Here Comes the Hero (03:54) (Bonus Track en Rusia)

- Datos: Q2660075